# Начальная школа (фильм, 1991)
«Начальная школа» (чешск.: Obecná škola) — чехословацкий комедийно-драматический фильм 1991 года режиссёра Яна Сверака. Сценарий написан его отцом Зденеком Свераком и во многом является автобиографичным. В 2017 году режиссёр снял приквел «Босиком по стерне».

## Сюжет
Осень 1945 года, первый послевоенный учебный год. В начальную школу в пригороде Праги приходит работать учителем эксцентричный Игорь Гниздо, в войну боец сопротивления и партизан. Он становится классным руководителем неуправляемого класса десятилетних сорванцов, которые довели прежнего учителя до сумасшедшего дома. Гниздо даёт понять своим новым подопечным, что не собирается становиться их следующей жертвой, а всем красивым женщинам вокруг — что они могут стать жертвами его обаяния. Строгими методами, частью которых являются очень гибкая розга и увлекательные рассказы о военных впечатлениях, он успокаивает разбушевавшийся класс озорников, а своим примером заслуживает их любовь и восхищение. Восхищение он вызывает и у женщин, которых очаровывает своим шармом, что ставит под угрозу его учительскую карьеру.

## В ролях
- Ян Тршиска — учитель Игорь Гниздо
- Вацлав Якоубек — Эди, ученик
- Радослав Будач — Тонда, ученик
- Рудольф Грушинский — директор школы
- Даниэла Коларова — Махова, учительница
- Карел Кахиня — школьный инспектор
- Зденек Сверак — Франтишек Соучек, отец Эди
- Либуше Шафранкова — Соучкова, мать Эди
- Рудольф Грушинский — отец Тонды
- Ева Голубова — мать Тонды
- Иржи Менцель — Калабан, врач
- Петр Чепек — Йозеф Мразек, он же факир Раджи Тамил
- Онджей Ветхи — трамвайщик
- Ирена Павласкова — его жена
- Болеслав Поливка — сосед
- Карла Хадимова — почтальон

## Фестивали и награды
- 1991 — Фестиваль чешских фильмов в Пльзене — приз «Золотой зимородок» за лучший фильм.
- 1992 — Кинопремия «Оскар» — фильм был номинирован от Чехии в категории «Лучший фильм на иностранном языке».
- 1992 — Международный кинофестиваль в Вальядолиде — номинация на приз «Золотой колос» за лучший фильм.